# Нырки (платформа)
Нырки́ (фин. Nirkki, Nyrkki, Nyrki) — остановочный пункт Октябрьской железной дороги на 354,43 км Мурманской железной дороги.

## Общие сведения
Остановочный пункт расположен в одноимённом населённом пункте Ладва-Веткинского сельского поселения Прионежского района Республики Карелия. Находится на двухпутном электрифицированном перегоне с односторонней автоблокировкой Ладва — Пяжиева Сельга и имеет две параллельно расположенные посадочные платформы. Пассажирское здание и билетная касса отсутствуют. Проездные билеты приобретаются у кондуктора.
В 2005 году для нужд дачников на остановочном пункте возведены две новые пассажирские платформы.

## Пассажирское сообщение
По станции проходит ежедневно одна пара электропоездов сообщением «Свирь — Петрозаводск-Пасс. — Свирь», а также электричка «Кондопога — Ладва».